# بوگلارکا کاپاش

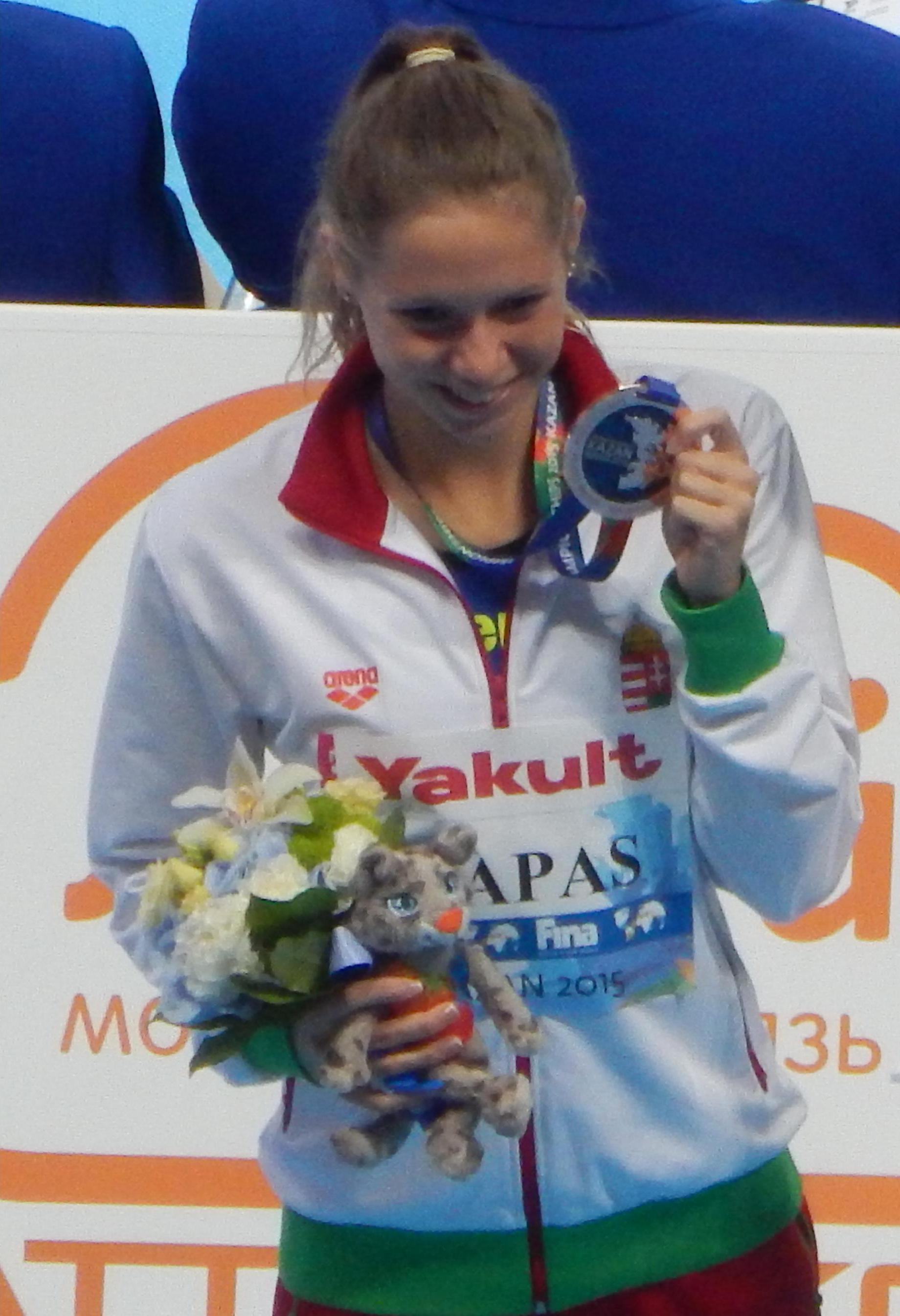
بوگلارکا کاپاش - شناگر مجارستانی

بوگلارکا کاپاش (به مجاری: Kapás Boglárka) (زادهٔ ۲۲ آوریل ۱۹۹۳) شناگر اهل مجارستان است.